# James Douglas, IV conte di Morton
James Douglas, IV conte di Morton (1516 circa – 2 giugno 1581), fu l'ultimo dei quattro reggenti di Scozia durante la minore età del re Giacomo VI e fu di tutti quanti forse il più capace poiché riuscì a porre fine alla Guerra civile che si stava trascinando con i fedeli di Maria Stuarda. Nonostante ciò andò incontro ad una fine sfortunata: durante la sua reggenza egli introdusse in Scozia la ghigliottina e con questa venne poi giustiziato.

## Il Cancelliere di Scozia
James Douglas nacque attorno al 1516, secondo figlio di Sir George Douglas di Pittendriech ed Elizabeth Douglas, la sua data di nascita viene desunta dal fatto che, nel marzo 1578, egli scrisse d'avere 61 anni, ponendo quindi la sua nascita attorno al 1516. Prima del 1543 sposò Elizabeth (morta dopo il 1581), figlia di James Douglas III conte di Morton (morto 1548). Nel 1553 James Douglas succedette al suocero nel titolo e nei possedimenti, che includevano anche il Dalkeith Palace e il Castello di Aberdour. Le sorelle maggiori di Elizabeth, Margaret che era sposata a James Hamilton e Beatrix pare sofrissero di una qualche forma di disagio mentale, motivo per cui, probabilmente, tutto andò ad Elizabeth. I figli maschi nati dal matrimonio fra James ed Elizabeth pare non siano vissuti fino all'età adulta mentre le figlie femmine nel 1581 vennero dichiarate giuridicamente incompetenti. Oltre ai figli legittimi James ebbe anche cinque figli nati fuori dal matrimonio. Quando nel 1543 ebbe inizio il Brutale corteggiamento della Scozia da parte dell'Inghilterra, James e suo fratello David Douglas (1515circa-1558) comunicarono ad Enrico VIII d'Inghilterra la possibilità che gli venisse consegnato il Castello di Tantallon, il re da parte sua rispose con l'Incendio di Edimburgo dell'anno seguente. Quattro anni dopo James si trovò a difendere il palazzo di Dalkeith e in quell'occasione venne preso prigioniero e portato in Inghilterra. Il brutale corteggiamento terminò nel 1550, con il trattato di Boulogne ed egli venne liberato e rimandato in patria, in cambio gli scozzesi liberarono James Lutrell (1518 o 1519-10 luglio 1551), un militare e diplomatico inglese, caduto in mani scozzesi nel corso di quello stesso anno.
Nel 1560 ebbe inizio la rottura fra la Scozia e la Chiesa cattolica, nota come la Riforma scozzese; all'inizio la posizione di James parve non essere chiara, ma nel febbraio di quell'anno anch'egli firmò il trattato di Berwick con cui si chiedeva agli inglesi aiuto militare per scacciare il regime cattolico di Maria di Guisa, reggente per la figlia, la piccola Maria Stuarda. Nel novembre dello stesso anno egli prese parte al viaggio in Inghilterra che aveva lo scopo, fallito, di organizzare le nozze fra Elisabetta I d'Inghilterra e James Hamilton, III conte di Arran, un nipote di James stesso.
Nel 1563 divenne Lord Cancelliere di Scozia e nonostante le proprie simpatie per la causa protestante non prese parte agli eventi che squassarono la Scozia nel 1565, ma nel marzo 1566 guidò le forze che presero possesso dell'Holyrood Palace e che assassinarono Davide Rizzio, il consigliere ed amico della regina Maria Stuarda. 
La regina si rifugiò a Dunbar e Morton e gli altri leader fuggirono in Inghilterra. Perdonato dalla regina, Morton ritornò in Scozia agli inizi del 1567 e con 600 uomini giunse al Castello di Borthwick, dove la regina si era rifugiata dopo il suo matrimonio con James Hepburn, IV conte di Bothwell. Il matrimonio della regina con Bothwell aveva suscitato non poco scalpore e il disappunto di parte dei nobili fu tale che si ritenne di sistemare la cosa sul campo, il che avvenne alla Battaglia di Carberry Hill, dove Bothwell si offrì di sistemare la cosa con un combattimento fra lui ed uno nei nobili della fazione opposta. A raccogliere la sfida fu Patrick Lindsay, VI Signore di Lindsay, ma un veto al combattimento giunse dalla regina e al suo nuovo marito non restò che la resa. James fu presente alla conferenza straordinaria a Carberry Hill e fu parte attiva nell'ottenere il beneplacito della regina, prigioniera al Castello di Loch Leven, alla sua abdicazione in favore del figlio Giacomo VI. Quando Maria fuggì, James era a capo dell'esercito, che sconfisse le forze della regina alla Battaglia di Langside nel 1568 e fu il più valutato consigliere di Giacomo Stewart (conte di Moray) durante il breve periodo in cui fu il reggente. 

## Il Reggente di Scozia
Il nuovo re di Scozia, Giacomo VI di Scozia era un bambino di due anni che doveva far fronte a un'imminente guerra civile, il reggente James Stewart, fratellastro della regina, venne assassinato all'inizio del 1570 e l'anno dopo anche l'altro reggente Matthew Stuart venne ucciso da un colpo di pistola a seguito di una rissa da strada a Stirling. Il 18 novembre 1571 il nuovo reggente John Erskine, XVII, conte di Mar (morto 28 ottobre 1572), mandò James insieme a Robert Pitcairn (forse 1520-1584), abate di Dunfermline, e James MacGill (morto 1579) a trattare con Henry Carey, I barone Hunsdon, governatore di Berwick-upon-Tweed per conto di Elisabetta I. Erskine voleva mettere sotto assedio i sostenitori di Maria, che tenevano ancora il Castello di Edimburgo, e sperava che James da quella spedizione ottenesse un sostanziale aiuto militare e per rendere più appetibile la cosa agli inglesi James offrì loro la possibilità di riavere Thomas Percy, VII conte di Northumberland, che si era rifugiato in Scozia dopo il fallimento della Rivolta dei papisti. Hunsdon scrisse che Elisabetta sperava ancora in una soluzione pacifica dei conflitti interni alla Scozia, ma che, a fronte delle prospettive di spesa della spedizione, avrebbe dato loro una somma di denaro. Le trattative per un eventuale aiuto militare non erano ancora terminate quando Erskine morì nell'autunno del 1572.
La morte di Erskine e di Lennox, rispettivamente secondo e terzo reggente, gli diede finalmente la possibilità di raggiungere l'oggetto della sua ambizione, venendo eletto reggente a sua volta. Sotto molti aspetti, Morton era un uomo energico e capace e nel febbraio 1573 riuscì a riappacificarsi con George Gordon, V conte di Huntly e con altri nobili cattolici che sostenevano Maria. In mano ai suoi sostenitori c'era ancora il castello di Edimburgo, ora sotto la guida di William Kirkcaldy di Grange e di William Maitland di Lethington (1525-9 giugno 1573), ma con l'aiuto della regina Elisabetta I riuscì ad avere la meglio sulle difese del castello che cadde il 27 maggio 1573.
La decapitazione dei comandanti del castello pose fine alla possibile restaurazione della regina Maria Stuarda sul trono di Scozia, quanto meno per mano degli scozzesi stessi, e mentre tutto sembrava volgere a suo favore correnti sotterranee lavoravano per la sua rovina. James si era alienato il clero presbiteriano a causa del suo appoggio all'Episcopalismo e tutta la Chiesa, benché divisa, disapprovò all'unanimità la confisca delle sue proprietà da parte di James. Andrew Melville, che era succeduto a John Knox quale capo della chiesa, era fermamente contrario ad ogni allontanamento dal presbiterianesimo, dal canto suo James era estremamente ligio nel raccogliere un terzo delle rendite di ogni beneficio ecclesiastico, che andava a finire nelle casse del re. Mentre saliva la pressione dei seguaci di Melville, esponenti del cattolicesimo come Colin Campbell, VI conte di Argyll e John Stewart, IV conte di Atholl (morto 25 aprile 1579) insieme a coloro che ancora sostenevano Maria ed Alexander Erskine di Gogar (morto 1592), governatore del Castello di Stirling e tutore di Giacomo, premettero perché James si dimettesse dal ruolo di reggente. James dovette cedere e si dimise nel marzo 1578, anche se continuò a detenere gran parte del proprio potere. Dopo aver restituito alla corona il castello di Edimburgo, il palazzo di Holyrood e le Insegne di Scozia si ritirò nel Castello di Loch Leven dedicandosi alla cura dei giardini. Mentre l'undicenne Giacomo scriveva che molti in Scozia erano disgustati da quella che era stata la sua amministrazione Elisabetta in Inghilterra reagì con preoccupazione alle sue dimissioni, poiché era convinta che fosse stato anche il suo peso a portarlo alla reggenza e la estromissione avrebbe potuto riflettersi negativamente su di lei. Per questo motivo ella istruì due dei suoi diplomatici, Thomas Randolph e Robert Bowes (forse1535-1597) a difendere James, dicendo che prima di costringerlo alle dimissioni ci si sarebbe dovuti consultare con l'Inghilterra per spingerlo a migliorare la sua amministrazione. 

## La nuova carica e la condanna a morte
Il 27 marzo 1578 John Erskine, XVIII conte di Mar (1558 circa - 14 dicembre 1634), e i suoi fratelli indussero James a prendere possesso del castello di Stirling e quindi del re che vi si trovava. La fazione dei suoi avversari non rimase a guardare e il 12 agosto i due eserciti si fronteggiarono nei pressi di Falkirk, tuttavia non vi fu battaglia, due ministri scozzesi, James Lawson e David Lindsay, unitamente all'ambasciatore inglese Robert Bowes, negoziarono una tregua fra le parti e il Parlamento di Scozia, convocato a Stirling, la ratificò. Questo accordo nominale diede vita a un nuovo governo dove James, reintegrato, fu di nuovo presidente del consiglio, anche se il conte di Atholl rimase a capo di un più largo consiglio, che comprendeva entrambe le fazioni. Il 20 aprile 1579, di ritorno da un banchetto, Atholl si ammalò per morire improvvisamente cinque giorni dopo e si pensò che fosse stato avvelenato e i sospetti si diressero subito su James. La sua nuova ascesa fu breve e il solo elemento rilevante fu il tentativo di processare i membri del Clan Hamilton, che ancora sostenevano Maria. Claud Hamilton, I lord di Paisley e suo fratello John Hamilton, I marchese di Hamilton fuggirono quindi in Inghilterra, più tardi James ebbe a dire che egli era estraneo a tutta la vicenda.
Nel maggio di quell'anno un uomo che aveva la fama di essere eccentrico, Skipper Lindsay, disse di fronte al re e alla folla, che il giorno del giudizio era alle porte, nel mese di settembre il cugino del re Esmé Stewart, I duca di Lennox venne dalla Francia e riuscì a entrare nelle grazie del re, fu creato conte di Lennox ed ebbe la custodia del Dumbarton Rock e l'incarico di Gran Ciambellano. Nel frattempo Giacomo aveva raggiunto la maggiore età e in quello stesso mese dichiarò conclusa la reggenza poiché era ormai tempo di prendere il potere nelle proprie mani.
Il 31 dicembre James Stewart, conte di Arran (morto 1595), uomo vicino a Lennox, in un consiglio che si tenne presso Holyrood, accusò James Morton di aver fatto parte di coloro che avevano complottato per uccidere Enrico Stuart, Lord Darnley, padre del re. L'effetto di queste parole portò James a diventare prigioniero di Lennox al castello di Dumbarton e qualche mese dopo una Corte d'assise lo condannò, anche sulla base delle confessioni di Bothwell, che sostenne che James sapeva del complotto anche se non ne fu parte attiva.

## La fine
James venne giustiziato il 2 giugno 1581 con la Maiden una primitiva forma di ghigliottina. Il suo corpo rimase sul patibolo per qualche giorno prima di essere sepolto in una tomba senza nome nel Greyfriars Kirkyard, la testa invece rimase su una picca per 18 mesi prima che fosse riunita al suo corpo nel dicembre del 1582.
Dopo la sua morte Giacomo reputò che la sua vedova fosse del tutto inadatta ad occuparsi del patrimonio di famiglia e nominò un tutore che se ne occupasse. Il titolo di conte di Morton andò brevemente a uno dei suoi nipoti, John Maxwell, VIII Signore di Maxwell (24 aprile 1553-7 dicembre 1593), ma poco dopo andò a suo cugino Archibald Douglas, VIII conte di Angus e V conte di Morton (1555-4 agosto 1588).